# Emil Mosonyi
Emil Mosonyi [ˈɛmil ˈmoʃoɲi] (* 10. November 1910 in Budapest; † 24. April 2009 in Singen am Hohentwiel) war ein deutsch-ungarischer Wasserbauingenieur.

## Leben und Wirken
Prof. em. Dr. mult. Emil Mosonyi war von 1965 bis 1983 Inhaber des Lehrstuhls am Institut für Wasserbau und Wasserwirtschaft an der Universität Karlsruhe und Direktor des Theodor-Rehbock-Flussbaulaboratoriums. Sein Schwerpunkt war das Gebiet der Wasserkraftnutzung.
Er schrieb Fachbücher, die in viele Sprachen übersetzt wurden und zu den Standardwerken in der wasserbaulichen Literatur gehören.

## Ehrungen
- Johann Joseph Ritter von Prechtl-Medaille (1979)
- Mitglied der Ungarischen Akademie der Wissenschaften (1991)
- Széchenyi-Preis (höchste staatliche Auszeichnung Ungarns, 2006)
- Ehrendoktorwürde der Technischen Universität München